# Sant’Agostino (stacja metra)
Sant’Agostino – stacja metra w Mediolanie, na linii M2. Znajduje się na piazza Sant’Agostino, w Mediolanie i zlokalizowana jest pomiędzy stacjami Sant’Ambrogio, a Porta Genova. Została otwarta w 1983.